# Isonpäänlampi
Isonpäänlampi este o arie protejată (arie specială de conservare — SAC, sit de importanță comunitară — SCI) din Finlanda întinsă pe o suprafață de 6 ha, integral pe uscat.

## Localizare
Centrul sitului Isonpäänlampi este situat la coordonatele 64°37′52″N 29°56′35″E / 64.6311°N 29.9431°E.

## Înființare
Situl Isonpäänlampi a fost declarat sit de importanță comunitară în august 1998 pentru a proteja 2 specii de plante. Situl a fost protejat și ca arie specială de conservare în aprilie 2015.

## Biodiversitate
Situată în ecoregiunea boreală, aria protejată conține 4 habitate naturale: Lacuri și iazuri distrofice naturale, Mlaștini alcaline, Turbării Aapa, Mlaștini împădurite.
La baza desemnării sitului se află mai multe specii protejate de  plante (2): Hamatocaulis lapponicus, Hamatocaulis vernicosus.